# Episteira nigrilinearia
Episteira nigrilinearia là một loài bướm đêm trong họ Geometridae.